# 하복 (소프트웨어)
하복 물리 엔진(영어: Havok physical engine)은 아일랜드의 회사인 하복닷컴(Havok.com. Inc.)이 개발한 물리 엔진 소프트웨어이다. 물리 엔진으로 크게 성공한 이후 자체 개발 및 인수 합병을 통해 꾸준히 제품 라인업을 추가해서 현재는 하복 애니메이션 스튜디오(Havok Animation Studio), 하복 디스트럭션(Havok Destruction), 하복 클로스(Havok Cloth), 하복 AI(Havok AI), 하복 비전 엔진(Havok Vision Engine), 하복 FX(Havok FX), 로켓박스 라이브러리(Rocketbox Libraries)를 판매하고 있다.
공식 홈페이지에서 PC 플랫폼에 한해 무료로 사용 가능한 하복 피직스(Havok Physics) 2012 와 하복 애니메이션(Havok Animation)을 다운로드할 수 있다. 무료 버전에서는 일부 소스 코드가 포함되지 않고 바이너리 형태로 제공된다.
모바일 게임을 개발 및 출시까지 완전히 무료로 사용이 가능한 프로젝트 아나키를 공개하기도 했다. 프로젝트 아나키에는 Havok Vision Engine, Animation Studio, Physics2012, AI 가 포함되어 있으며 소스코드 및 샘플은 일부만 제공된다.

## 역사
하복 물리 엔진 SDK의 1.0버전은 2000년에 게임 개발자 회의(Game Developers Conference(GDC))에서 공개되었다. 몇 번의 버전 업을 거쳐 2006년 7월에는 하복 4.0이 발표된 바 있다.
2007년 1월 23일에는 하복 4.5가 발표되었다. 관계자 측은 하복 4.5는 SPU 여러 개에 걸쳐 대형화되어 하복 4.0보다 PS3에서 5~10배 빨라졌다고 주장하고 있다. 하복은 2007년 9월, 마이크로프로세서를 생산하는 인텔에 인수합병되었다. 2013년에는 기존 하복 물리 엔진을 완전히 새로 구현한 차세대 물리 엔진을 발표하면서 성능을 대폭 개선했고 기존 물리엔진의 이름을 Havok Physics 2012로 변경했다.

## 플랫폼
소스 코드는 라이선스 계약 조건에 따라 배포 되는 레벨이 달라진다. 현재 이 엔진은 마이크로소프트의 윈도우, 엑스박스, 엑스박스 360, 닌텐도의 위, 소니의 플레이스테이션 2, 플레이스테이션 3, 플레이스테이션 포터블, 애플의 맥 OS, 리눅스, 플레이스테이션 4, XBOX ONE 등의 플랫폼에서 동작한다. 엔진은 C/C++로 작성되어 있다. C나 C++ 컴파일러가 있는 시스템이면 포팅이 될 정도로 호환성이 우수한 편이다.

## 제품군
- 하복 비전 엔진(Havok Vision Engine) : 멀티플랫폼 게임 엔진
- 하복 피직스(Havok Physics) : 고성능 물리 시뮬레이션 엔진
- 하복 FX : CPU 기반 파티클 이펙트 물리 시뮬레이션 엔진
- 하복 AI(Havok AI) : 최적화된 길찾기 솔루션
- 하복 클로스(Havok Cloth) : 천 시뮬레이션 솔루션
- 하복 디스트럭션(Havok Destruction) : 파괴 가능한 환경 지원
- 하복 애니메이션 스튜디오(Havok Animation Studio) : 고급 애니메이션 제작 환경 지원
- 하복 스크립트(Havok Script) : 루아 스크립트 개발 및 디버깅 환경
- 프로젝트 아나키(Project Anarchy) : 무료 모바일 게임 엔진

## 활용
2000년에 SDK가 개발된 이후로, 하복 물리 엔진은 초창기에는 1인칭 슈팅 게임 장르에 많이 쓰였고, 특히 하프라이프2, 카운터 스트라이크: 소스, 데이 오브 디피트: 소스등 밸브 코퍼레이션의 소스 엔진에 하복 물리엔진의 초기 버전인 IPION 엔진이 기본으로 내장되어 사용되고있다. 근래에는 위닝일레븐, 월드 오브 탱크, 검은사막 등 다양한 장르와 온라인 게임에서도 보편적으로 쓰이고 있다. 1999년 출시 이후 2015년까지 15년 동안 총 600개 이상의 출시 타이틀에서 하복의 기술이 사용되었고 현재에도 150개 이상의 타이틀이 개발중에 있다.

## 하복 엔진을 사용하는 소프트웨어
- 하복 게임 엔진을 이용하는 게임 목록
- 3D 스튜디오 맥스
- 어도비 앳모스피어
- 매크로미디어 쇼크웨이브
- 3D마크'03

## 영화
하복 제품은 영화 《포세이돈》, 《매트릭스》, 《트로이》, 《찰리와 초콜릿 공장》등의 특수 효과 제작에 쓰였다.

## 하복닷컴
하복닷컴(Havok.com. Inc.)은 게임 업계 및 영화 업계에 제품을 납품하는 소프트웨어 및 서비스 회사이다. 하복닷컴은 1998년 아일랜드 더블린에서 창립하였다. 샌프란시스코, 상하이, 뮌헨, 도쿄, 서울 등지에 지사가 있다.

## 같이 보기
- 하복 물리 엔진을 이용하는 게임 목록
- 불릿 물리 엔진
- 오픈 다이내믹 엔진
- 피직스
- 보텍스 물리 엔진
- Box2D